# Hoa hậu Siêu quốc gia 2014
Hoa hậu Siêu quốc gia 2014 - Miss Supranational 2014 là cuộc thi Hoa hậu Siêu quốc gia lần thứ 6, được tổ chức vào ngày 5 tháng 12 năm 2014 tại Krynica-Zdroj, Ba Lan. Cuộc thi có 71 người tham gia, Hoa hậu Siêu quốc gia 2013 Mutya Johanna Datul đến từ Philippines đã trao vương miện lại cho Asha Bhat đến từ Ấn Độ,

## Kết quả

### Thứ hạng
| Kết quả                    | Thí sinh |
| -------------------------- | --- |
| Hoa hậu Siêu quốc gia 2014 | - Ấn Độ – Asha Bhat |
| Á hậu 1                    | - Thái Lan – Pla Disramdong |
| Á hậu 2                    | - Gabon – Maggaly Nguema |
| Á hậu 3                    | - Hoa Kỳ – Allyn Rose |
| Á hậu 4                    | - Ba Lan – Kasia Krzeszowska |
| Top 10                     | - Colombia – Marlyn Mora - Cộng hòa Séc – Jana Zapletalová - Myanmar – Han Thi § - Puerto Rico – Bárbara Marrero - Tây Ban Nha – Celia García |
| Top 20                     | - Argentina – Marisol Arrillaga - Úc – Yvonne Amores - Belarus – Kristina Martsinkevich - Canada – Gabriela Clesca - Chile – Charlotte Molina - Philippines – Yvethe Santiago - Romania – Elena Zama - Thụy Điển – Ida Ovmar - Thụy Sĩ – Mylene Clavien - Trinidad và Tobago – Tinnita Griffith |

### Hoa hậu Châu lục
| Danh hiệu                                      | Thí sinh                                      |
| ---------------------------------------------- | --------------------------------------------- |
| Hoa hậu Siêu quốc gia châu Phi                 | - Guinea Xích Đạo - Maria Begona Andeme Obama |
| Hoa hậu Siêu quốc gia châu Mỹ                  | - Puerto Rico - Bárbara Marrero               |
| Hoa hậu Siêu quốc gia châu Á và châu Đại Dương | - Myanmar - Han Thi                           |
| Hoa hậu Siêu quốc gia châu Âu                  | - Cộng hòa Séc - Jana Zapletalová             |

## Các giải thưởng đặc biệt
| Giải thưởng              | Thí sinh                        |
| ------------------------ | ------------------------------- |
| Best National Costume    | - Indonesia - Estelita Liana    |
| Miss Photogenic          | - Đan Mạch - Angela Lakocevic   |
| Miss Elegance            | - Anh - Zandra Flores           |
| Miss Friendship          | - Canada - Gabriella Clesca     |
| Miss Bikini              | - Thụy Điển - Ida Ovmar         |
| Best Smile               | - Malaysia - Audrey Loke        |
| Top Model                | - Trung Quốc - Wei Gu           |
| Miss Talent              | - Ấn Độ - Asha Bhat             |
| Miss Internet            | - Myanmar - Han Thi             |
| Miss Fashion World       | - Hoa Kỳ - Allyn Rose           |
| Miss Photo Fashion World | - Slovenia - Tjaša Zver Siječić |

### Miss Talent
| Kết quả     | Thí sinh                                                                                                 |
| ----------- | --- |
| Chiến thắng | - Ấn Độ - Asha Bhat                                                                                      |
| Top 5       | - Gabon – Maggaly Nguema - Estonia - Maggaly Nguema - Úc – Yvonne Amores - Puerto Rico - Bárbara Marrero |

### Miss Internet
| Kết quả     | Thí sinh |
| ----------- | --- |
| Chiến thắng | - Myanmar - Han Thi |
| Á hậu 1     | - Tây Ban Nha – Celia García |
| Á hậu 2     | - Philippines – Yvethe Santiago |
| Top 10      | - Úc – Yvonne Amores - Gibraltar - Claire Nuñez - Anh - Zandra Flores - Italy - Graziana Ruta - Canada - Gabriella Clesca - Cộng hòa Dominica - Britney Ann Bueno - Thụy Điển – Ida Ovmar |

### Miss Fashion World
| Kết quả     | Thí sinh                           |
| ----------- | ---------------------------------- |
| Chiến thắng | - Hoa Kỳ - Allyn Rose              |
| Á hậu 1     | - Belarus – Kristina Martsinkevich |
| Á hậu 2     | - Ba Lan – Kasia Krzeszowska       |

## Thí sinh
Cuộc thi có tổng cộng 71 thí sinh tham gia:
| Quốc gia/Vùng lãnh thổ | Thí sinh                       | Tuổi | Quê quán          |
| ---------------------- | ------------------------------ | ---- | ----------------- |
| Albania                | Abigela Tahiri                 | 17   | Vlorë             |
| Angola                 | Graciente Magalhães            | 18   | Luanda            |
| Argentina              | Marisol Ailen Arrillaga        | 21   | Buenos Aires      |
| Úc                     | Yvonne Amores                  | 24   | Sydney            |
| Bỉ                     | Ekaterina Sarafanova           | 25   | Bruxelles         |
| Belarus                | Kristina Martsinkevich         | 23   | Minsk             |
| Bolivia                | María Fernanda Rojas           | 24   | Montero           |
| Brasil                 | Camila "Milla" Vieira da Silva | 24   | São Paulo         |
| Cabo Verde             | Stephanie Cabral               | 20   | Praia             |
| Canada                 | Gabriela Clesca Vallejo        | 21   | Ottawa            |
| Chile                  | Charlotte Molina Ríos          | 20   | Santiago de Chile |
| Trung Quốc             | Wei Gu                         | 21   | Bắc Kinh          |
| Colombia               | Marlyn Mora Jiménez            | 25   | Cali              |
| Costa Rica             | Claudia Gallo                  | 26   | San José          |
| Cộng hòa Séc           | Jana Zapletalová               | 23   | Brno              |
| Đan Mạch               | Angela Lakocevic               | 20   | Copenhague        |
| Cộng hòa Dominica      | Britney Ann Bueno              | 19   | Santo Domingo     |
| Ecuador                | Martha Romero                  | 22   | Guayaquil         |
| El Salvador            | Marcela Solorzano              | 20   | San Salvador      |
| Anh                    | Zandra Flores                  | 26   | Luân Đôn          |
| Guinea Xích Đạo        | Maria Begona Andeme Obama      | 18   | Malabo            |
| Estonia                | Helena Hanni                   | 24   | Tallin            |
| Phần Lan               | Irina Nefedova                 | 25   | Helsinki          |
| Pháp                   | Manon Lemaure                  | 22   | Paris             |
| Gabon                  | Maggaly Nguema                 | 22   | Libreville        |
| Gibraltar              | Claire Nuñez                   | 23   | Gibraltar         |
| Hy Lạp                 | Inna Tsikopoulou               | 25   | Athens            |
| Guadeloupe             | Allison Guiougou               | 20   | Basse-Terre       |
| Hungary                | Ivett Szigligeti               | 18   | Budapest          |
| Iceland                | Pebbles Jimsdotter             | 18   | Reykjavík         |
| Ấn Độ                  | Asha Bhat                      | 22   | Bhadravati        |
| Indonesia              | Estelita Liana                 | 21   | Yogyakarta        |
| Ireland                | Laura Fox                      | 24   | Dublin            |
| Ý                      | Graziana Ruta                  | 24   | Roma              |
| Nhật Bản               | Ayaka Wakao                    | 25   | Tokyo             |
| Kenya                  | Julia Njoroge                  | 23   | Nairobi           |
| Hàn Quốc               | Minji Kim                      | 25   | Seoul             |
| Liban                  | Patricia Geagea                | 23   | Beirut            |
| Luxembourg             | Michelle Koch                  | 21   | Luxembourg        |
| Malaysia               | Audrey Loke                    | 22   | Selangor          |
| Maroc                  | Chaima Riahi Idrissi           | 25   | Rabat             |
| Mauritius              | Kelly Celine                   | 20   | Port Louis        |
| México                 | Natalia Sánchez Díaz           | 22   | Guadalajara       |
| Mông Cổ                | Enkhjin Enkhmaa                | 20   | Ulaanbaatar       |
| Myanmar                | Han Thi                        | 22   | Yangon            |
| Na Uy                  | Daniella Andersson             | 17   | Oslo              |
| New Zealand            | Hayley Haskell                 | 17   | Hamilton          |
| Hà Lan                 | Cherlyn van Dalm               | 20   | Amsterdam         |
| Bắc Ireland            | Kay Evon Wallis                | 23   | Belfast           |
| Panama                 | Allison Mariche                | 23   | Ciudad de Panamá  |
| Perú                   | Ana María Villalobos           | 22   | Lima              |
| Philippines            | Yvethe Avisado Santiago        | 21   | Daraga            |
| Ba Lan                 | Katarzyna Krzeszowska          | 24   | Krynica-Zdrój     |
| Bồ Đào Nha             | Ana Ornelas Bomfim             | 24   | Lisboa            |
| Puerto Rico            | Bárbara Marrero                | 21   | Arecibo           |
| România                | Elena Zama                     | 23   | Onești            |
| Rwanda                 | Neema Umwari Magambo           | 26   | Kigali            |
| São Tomé và Príncipe   | Wilma Varela                   | 22   | São Tomé          |
| Scotland               | Jade Hunt                      | 26   | Edinburgh         |
| Slovenia               | Tjaša Zver Siječić             | 18   | Ljubljana         |
| Tây Ban Nha            | Celia Vallespir García         | 22   | Madrid            |
| Suriname               | Rannathielle Bitorina          | 20   | Paramaribo        |
| Thụy Điển              | Ida Sharise Ovmar              | 19   | Stockholm         |
| Thụy Sĩ                | Mylene Clavien                 | 19   | Miège             |
| Thái Lan               | Parapadsorn Disdamrong         | 23   | Bangkok           |
| Trinidad và Tobago     | Tinnita Felice Griffith        | 22   | Port of Spain     |
| Thổ Nhĩ Kỳ             | Hilal Soyler                   | 25   | Ankara            |
| Ukraina                | Viktoriya Nimets               | 22   | Uzhhorod          |
| Hoa Kỳ                 | Allyn Rose                     | 26   | Maryland          |
| Venezuela              | Patricia Lucía Carreño         | 24   | Cabimas           |
| Wales                  | Harriet Cole                   | 26   | Cardiff           |

## Chú ý
| - Angola - Chile - Gibraltar - Kenya - Mauritius - Maroc - Mongolia - Sao Tome và Principe - Cape Verde - Trinidad và Tobago Tham gia lần cuối 2010 - Ireland - Nhật Bản - Hàn Quốc Tham gia lần cuối 2011 - Lebanon - Peru - Hy Lạp Tham gia lần cuối 2012 - Scotland - Slovenia | - Nam Phi - Azerbaijan - Ghana - Georgia - Guatemala - Haiti - Honduras - Hong Kong - Iraq - Jamaica - Đức - Cameroon - Quần đảo Virgin thuộc Mỹ - Kosovo - Lithuania - Ma Cao - Martinique - Moldova - Nigeria - Nicaragua - Bờ Biển Ngà - Reunion - Russia - Serbia - Sierra Leone - Slovakia - Togo - Uruguay - Zimbabwe |

## Dự thi quốc tế
(Lưu ý: bảng sau đây chỉ mang tính tham khảo, không hoàn toàn đầy đủ, bạn có thể giúp bằng cách phát triển nó, lưu ý trước khi tham khảo)
| Cuộc thi (Việt ngữ)                                                                                            | Quốc gia - Thí sinh (kết quả)           |
| --- | --------------------------------------- |
| Miss Comunidade de Países da Língua Portuguese 2014 (Hoa hậu Cộng đồng các Quốc gia nói tiếng Bồ Đào Nha 2014) | Cape Verde - Stephanie Cabral           |
| Miss Earth 2012 Hoa hậu Trái Đất 2012                                                                          | Lebanon - Patricia Geagea               |
| Miss East Africa 2012 (Hoa hậu Đông Phi 2012)                                                                  | Rwanda - Neema Umwali Larissa Magambo   |
| Miss European Tourism 2013 (Hoa hậu Du lịch Đông Âu 2013)                                                      | Cộng hòa Séc - Jana Zapletalova         |
| Miss Europe World 2016 (Hoa hậu Châu Âu Thế giới 2016)                                                         | Cộng hòa Séc - Jana Zapletalova         |
| Miss Exclusive 2014 (Hoa hậu Độc quyền 2014)                                                                   | Ireland - Pebbles Jimsdottir            |
| Miss Exclusive 2014 (Hoa hậu Độc quyền 2014)                                                                   | Thụy Điển - Ida Ovmar                   |
| Miss Globe 2013 (Hoa hậu Hoàn càu 2013)                                                                        | Ukraina - Viktoriya Nimets              |
| Miss Grand International 2014 (Hoa hậu Hòa bình Quốc tế 2014)                                                  | Thailand - Pia Disdamrong · (Top 10)    |
| Miss International 2013 (Hoa hậu Quốc tế 2013)                                                                 | Bỉ - Ekaterina Sarafanova               |
| Miss International 2013 (Hoa hậu Quốc tế 2013)                                                                 | Bồ Đào Nha - Cláudia Bonfim             |
| Miss International 2014 (Hoa hậu Quốc tế 2014)                                                                 | Gabon - Maggaly Nguema                  |
| Miss Panamerican 2012 (Hoa hậu Mỹ-Latin 2012)                                                                  | Mexico - Natalia Sánchez Díaz           |
| Miss Tourism Queen International 2013 (Nữ hoàng Du lịch Quốc tế 2013)                                          | Bồ Đào Nha - Ana Cláudia Ornelas Bomfim |
| Miss Universe 2014 (Hoa hậu Hoàn vũ 2014)                                                                      | Gabon - Maggaly Nguema                  |
| Miss Universe 2016 (Hoa hậu Hoàn vũ 2016)                                                                      | Thụy Điển - Ida Ovmar                   |
| Miss World 2013 (Hoa hậu Thế giới 2013                                                                         | Ba Lan - Katarzyna Krzeszowska          |
| Miss Yacht 2013:                                                                                               | Hà Lan - Cherlyn van Dalm               |
| Princess of the World 2011                                                                                     | Ukraina - Viktoriya Nimets              |
| Reinado Internacional del Café 2014                                                                            | Ecuador - Martha Camposano              |
| World Bikini Model International 2013                                                                          | Cộng hòa Séc - Jana Zapletalova         |
| World Miss University 2009 (Hoa hậu Sinh viên Thế giới 2019)                                                   | Philippines - Yvethe Santiago           |